# 圣母领报大殿 (那不勒斯)
圣母领报大殿（Santissima Annunziata Maggiore）是一座罗马天主教宗座圣殿，位于意大利那不勒斯的历史中心 Pendino区。 

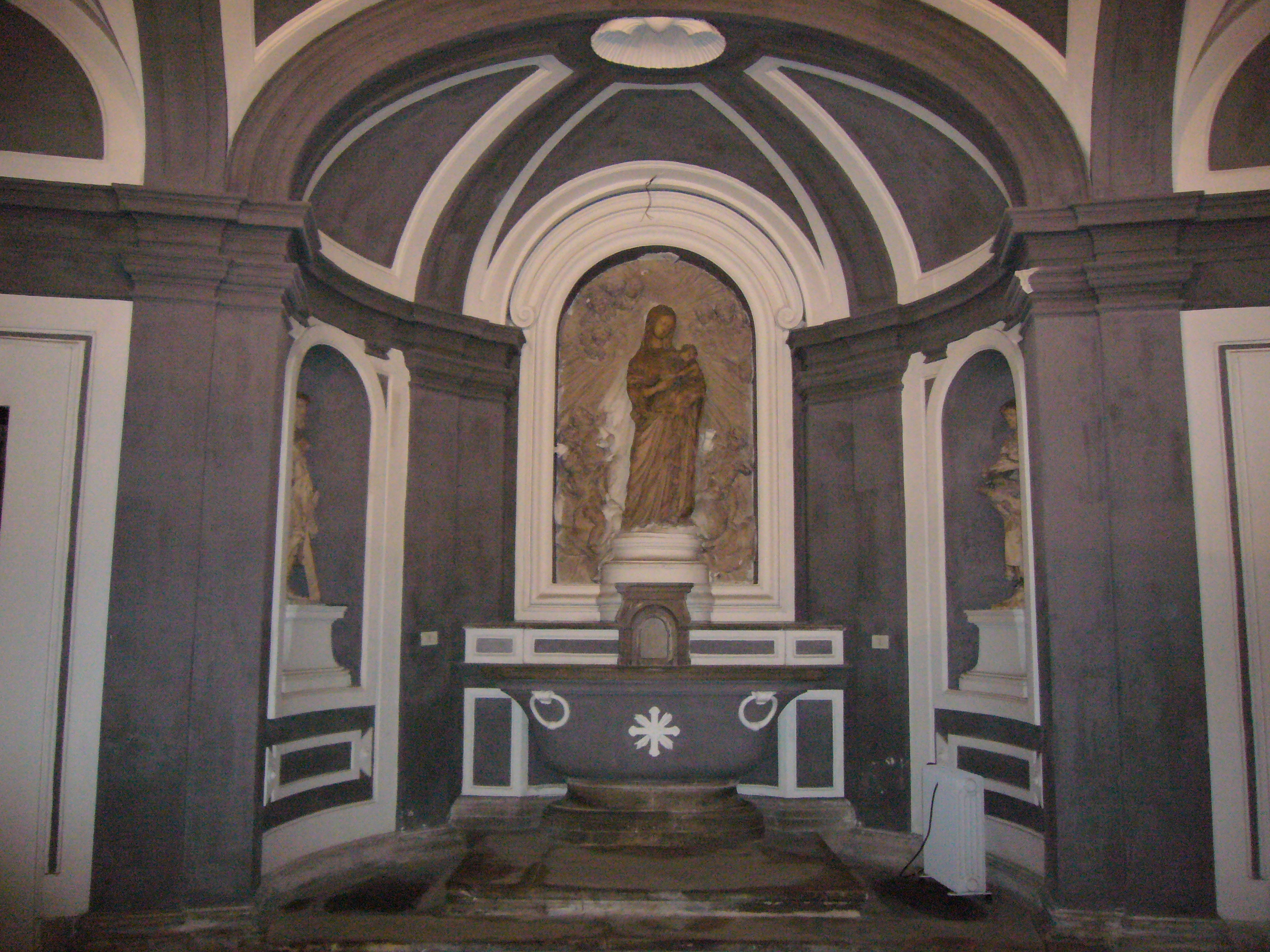

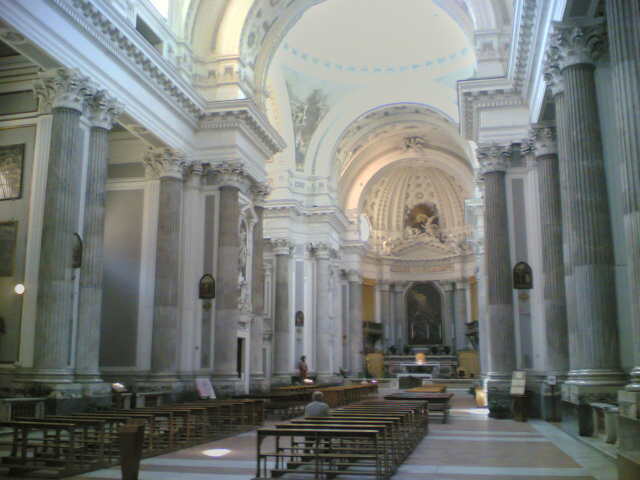